# Judy Watson
Judy Watson (Mundubbera, 1959) is een Australische schilder, beeldhouwer en grafisch kunstenaar. Zij is een belangrijke vertegenwoordiger van de Aboriginalkunst.

## Leven en werk
Judy Napangardi Watson werd geboren in Mundubbera in het noordwesten van de deelstaat Queensland, maar opgevoed in de hoofdstad Brisbane. Zij stamt af van de oorspronkelijke bewoners van Australië en behoort tot het Waanyivolk. Judy Watson begon haar opleiding creative arts in 1977 aan het Darling Downs Institute of Advanced Education in Toowoomba. Van 1979 tot 1982 studeerde zij beeldende kunst aan de Universiteit van Tasmanië in Hobart. Zij voltooide haar studie aan de Monash University in Gippsland (Victoria).
Reeds gedurende haar studententijd stelde zij haar werk tentoon, voornamelijk grafisch werk (waarmee zij later haar grote bekendheid zou verkrijgen), maar pas laat in de negentiger jaren had zij haar eerste solo- en groepsexposities:
- 1989 A sacred place for these bones, Griffith University in Brisbane
- 1989 A Koori Perspective, Artspace in Sydney
- 1990 Groundwork, Institute of Modern Art, Brisbane
- 1993 First Asia Pacific Triennal of Contemporary Art in de Queensland Art Gallery
- 1993 Australia Perspecta, Art Gallery of New South Wales (AGNSW)

Uit 1988 dateert de ets Touching my mother's blood, die zich bevindt in de National Gallery of Australia in Canberra. Een van haar eerste beeldhouwwerken The Guardians (1986/7) werd aangekocht door de AGNSW voor de collectie Aratjara, een reistentoonstelling, die onder andere te zien was bij de Kunstsammlung Nordrhein-Westfalen in Düsseldorf, de Hayward Gallery in Londen en het Louisiana Museum for Moderne Kunst in Denemarken in 1993. Een bezoek met haar familie aan het geboorteland van haar grootmoeder, Riversleigh Station in het noordwesten van Queensland, inspireerde haar tot Antipodean Currents, geëxposeerd in het Guggenheim Museum in New York in 1995. In 1997 behoorde Judy Watson tot de drie vrouwelijke vertegenwoordigers namens Australië bij de Biënnale van Venetië. Zij integreerde in haar inzending veel in het landschap gevonden materialen, zoals schelpen, boombast en hout, waardoor haar werk gerekend kan worden tot de land art-stroming.
Judy Watson woonde gedurende haar carrière in Italië, India, Canada, Noorwegen en Frankrijk. Zij hield vele tentoonstellingen in de gehele wereld en haar werk bevindt zich in vele museum- en particuliere collecties. Vermeldenswaard zijn in 2005 twee werken in opdracht, die behoren tot de vaste collectie van het Musée du quai Branly in Parijs, dat in 2006 werd geopend.

## Fire and Water
In 2007 kreeg Judy Watson de opdracht een werk te creëren voor een belangrijke plek in het hart van bestuurlijk Australië, de Parliamentary Zone: Reconciliation Place, tussen het regeringscentrum en het beeldenpark van de National Gallery of Australia.
Fire and Water (2007) is een van de zeventien kunstwerken op Reconciliation Place. Het land art project van Judy Watson symboliseert met een prieel van twee naar elkaar gebogen handen de verzoening. De bronzen steen verwijst naar de haardsteen, waar ceremoniële bijeenkomsten werden gehouden. Het ontwerp van de steen is gebaseerd op de Yuriarra Moth Stone.